# Jay McShann
James Columbus, bijgenaamd Jay of Hootie McShann (Muskogee (Oklahoma), 12 januari 1916 – Kansas City (Missouri), 7 december 2006) was een Amerikaans blues- en swingpianist, bandleider en zanger.

## Biografie
McShann werd geboren in Muskogee, Oklahoma. In 1931 werd hij beroepsmusicus, en trad veel op in de omgeving van Tulsa (Oklahoma) en het aangrenzende Arkansas. Hij verhuisde in 1936 naar Kansas City in Missouri, en stelde in 1939 zijn eerste eigen bigband samen, waar later onder andere mensen als Charlie Parker, Bernard Anderson en Walter Brown in meespeelden.
De band nam naast swing- ook veel bluesnummers op, de meest populaire opname was die van "Confessin' The Blues". Toen McShann in 1944 werd opgeroepen om zijn dienstplicht te gaan vervullen viel het orkest uiteen, maar het werd opnieuw gevormd toen hij later in dat jaar ontslagen werd.
In de tweede helft van de jaren 40 leidde McShann verschillende combo's, waarin onder andere Jimmy Witherspoon een opvallende rol speelde. De eerste opname met Witherspoon dateert uit 1945. Pas in 1969 werd hij alom bekend als zanger en pianist, hij trad rond die tijd vaak op met Claude Williams.
Hij bleef optreden en platen opnemen tot in de loop van de jaren 90, en trad ook op 80-jarige leeftijd nog weleens op, met name in de omgeving van Kansas City. In 1998 werd hij opgenomen in de Oklahoma Music Hall of Fame. In 2006 overleed hij, na een kort ziekbed, op 90-jarige leeftijd.